# XX Festival Internacional de Cinema Fantàstic de Sitges
El XVIII Festival Internacional de Cinema Fantàstic de Sitges va tenir lloc a Sitges entre el 2 i l'11 d'octubre de 1987 sota la direcció de Joan Lluís Goas amb la intenció de promocionar el cinema fantàstic i el cinema de terror. Aquesta edició va suposar un descens en la qualitat de les pel·lícules a concurs, alguns cronistes parlaven d'un cert esgotament i d'una cerca de renovació que no arribava tant per part del festival com de les pel·lícules projectades.
Fou inaugurat al palau de Maricel i hi havia tres seccions, una competitiva, una informativa, i tres retrospectives dedicades a Jack Arnold, a Robert Wise, de qui es projectarà The Day the Earth Stood Still (1951), i a Richard Fleischer, de qui es projectarà Fantastic Voyage (1966). A la darrera jornada del festival es va projectar Camelot amb la presència de dos dels protagonistes, Vanessa Redgrave i Franco Nero.

## Pel·lícules exhibides

### Secció competitiva
- RoboCop de Paul Verhoeven
- Hellraiser de Clive Barker
- The Bedroom Window de Curtis Hanson
- Hol volt, hol nem volt de Gyula Gazdag
- Ocult de Jack Sholder
- The Stepfather de Joseph Ruben
- Jenatsch de Daniel Schmid /
- Manden i månen d'Erik Clausen
- Júlia i Júlia de Peter Del Monte
- Una història xinesa de fantasmes de Tony Ching
- Evil Dead II de Sam Raimi
- Graveyard Shift de Jerry Ciccoritti
- Et skud fra hjertet de Kristian Levring
- Una notte al cimitero de Lamberto Bava
- Els crims del rosari de Fred Walton , substituïda per:
  - Near Dark de Kathryn Bigelow
- Gandahar de René Laloux

### Secció informativa
- El terror truca a la porta de Fred Dekker
- Els creients de John Schlesinger
- The Kindred de Jeffrey Obrow i Stephen Carpenter
- La mosca de David Cronenberg
- Heaven de Diane Keaton
- Max Headroom: 20 Minutes into the Future de Steve Roberts

### Retrospectives
- Taràntula (1955) de Jack Arnold[11]
- The Incredible Shrinking Man (1956) de Jack Arnold
- It Came from Outer Space (1953) de Jack Arnold
- La dona i el monstre (1954) de Jack Arnold
- Revenge of the Creature (1955) de Jack Arnold
- Els lladres de cossos (1945) de Robert Wise
- The Day the Earth Stood Still (1951) de Robert Wise
- La botiga dels horrors (1960) de Roger Corman
- The Innocents (1961) de Jack Clayton

### Cicle XXth Fantasy Fox
- Hush… Hush, Sweet Charlotte (1964) de Robert Aldrich
- Em sento rejovenir (1952) de Howard Hawks
- Zardoz (1974) de John Boorman
- Fantastic Voyage (1966) de Richard Fleischer

### Sessions especials
- Fa un milió d'anys (1966) de Don Chaffey
- Home of the Brave (1986) de Laurie Anderson
- The Fly (1958) de Kurt Neumann
- Morts vivents (1932) de Victor Halperin
- Return of the Fly (1959) d'Edward Bernds
- El jove Frankenstein (1974) de Mel Brooks
- Phantom of the Paradise (1974) de Brian de Palma

## Jurat
El jurat internacional era format per Forrest J. Ackerman, Luis Gasca, Teresa Gimpera, Miklós Jancsó (substituït per Denis Gifford) i Bernard Majani.

## Premis
Els premis d'aquesta edició foren entregats en una gala al Casino de Barcelona presentada per Constantino Romero amb la presència de Teresa Gimpera en representació del jurat), el conseller Joaquim Ferrer i Roca, el director general de cinema Josep Maria Forn i Costa i el cap de servei de cinematografia Antoni Kirschner.
| Categoria                                              | Premiat                    | Treball                          |
| ------------------------------------------------------ | -------------------------- | -------------------------------- |
| Premi Caixa de Catalunya al millor director            | Paul Verhoeven             | RoboCop                          |
| Premi Caixa de Catalunya a la millor pel·lícula        | Hol volt, hol nem volt     | Gyula Gazdag                     |
| Premi Caixa de Catalunya al millor Curtmetratge        | John Stewart               | Crash                            |
| Premi Caixa de Catalunya a la millor actriu            | Jill Schoelen              | The Stepfather                   |
| Premi Caixa de Catalunya al millor actor               | Michael Nouri              | Ocult                            |
| Premi Caixa de Catalunya al millor guió                | Daniel Schmid Martin Suter | Jenatsch                         |
| Premi Caixa de Catalunya a la millor fotografia        | Morten Bruus               | Manden i månen                   |
| Premi Caixa de Catalunya al millor banda sonora        | Maurice Jarre              | Júlia i Júlia                    |
| Premi Caixa de Catalunya als millors efectes especials | Equip d'efectes            | Una història xinesa de fantasmes |
| Premi del Jurat Internacional de la Crítica            | Jack Sholder               | Ocult                            |